# DV Андромеды
DV Андромеды (лат. DV Andromedae) — одиночная переменная звезда в созвездии Андромеды на расстоянии приблизительно 3393 световых лет (около 1040 парсеков) от Солнца. Видимая звёздная величина звезды — от +12,5m до +10,8m.

## Характеристики
DV Андромеды — оранжевый гигант, пульсирующая медленная неправильная переменная звезда (LB)' спектрального класса K5. Радиус — около 46,65 солнечных, светимость — около 496,836 солнечных. Эффективная температура — около 3990 K.